# ハリーナ・ハッチンス
ハリーナ・アナトーリイヴナ・ハッチンス（Галина Анатоліївна Хатчінс Halyna Anatoliivna Khatchins、英語: Halyna Hutchins、1979年4月9日 - 2021年10月21日）は、ウクライナの撮影監督であった。彼女は、映画『アーチエネミー』、『ダーリン』、そして『ブラインドファイア』を含む、30本以上の長編映画、短編映画、テレビミニシリーズに携わった。
2021年10月21日、映画『ラ・ラスト銃撃事件』の撮影中、映画の小道具として使用されていた本物の銃から発射された銃弾によって事故死した。銃は、銃を適切に確認しなかったセットの武器係であるハンナ・グティエレス＝リードの管理下にあり、俳優でプロデューサーのアレック・ボールドウィンによって発射された。